# 今尾康裕
今尾 康裕（いまお やすひろ）は、日本の言語学者。大阪大学大学院人文学研究科教授。

## 主な略歴
- 1995年 東京理科大学理学部化学科卒業
- 1999年 国際基督教大学教養学部語学科卒業
- 2002年 サンフランシスコ州立大学 Department of English Language and Literature TESOL修了
- 2010年 カリフォルニア大学ロサンゼルス校 Department of Applied Linguistics修了
- 2011年 大阪大学大学院言語文化研究科講師
- 2012年 大阪大学未来来戦略機構兼任教員（ - 現在）
- 2015年 全学教育推進機構兼任教員（ - 現在）
- 2015年 大阪大学大学院言語文化研究科准教授（ - 現在）

## 主な所属学会
- 日本言語テスト学会
- 外国語教育メディア学会（LET）
- 全国英語教育学会など

## 著書
- ICTを活用した英語アカデミック・ライティング指導―支援ツールの開発と実践 金星堂、2017年。